# Референдум в Молдове (2010)
Референдум по вопросу изменения Конституции Республики Молдова прошёл 5 сентября 2010 года.
Вопрос касался статьи 78 Конституции Республики Молдова о порядке избрания президента страны. Был выставлен вопрос, согласны ли граждане на то, чтобы Президент Республики Молдова избирался всенародным голосованием (с 2001 года президент избирается Парламентом Республики Молдова посредством тайного голосования). Референдум был бы признан состоявшимся, если бы явка составила треть от всего количества избирателей, обладающих правом голоса.

## Участники референдума
| Партия                                                     | Призывает     |
| ---------------------------------------------------------- | ------------- |
| Демократическая партия Молдовы                             | «За»          |
| Альянс «Наша Молдова»                                      | «За»          |
| Партия коммунистов Республики Молдова                      | Бойкотировать |
| Либеральная партия                                         | «За»          |
| Общественно-политическое движение «Равноправие»            | Бойкотировать |
| Либерал-демократическая партия Молдовы                     | «За»          |
| Движение «Европейское действие»                            | «За»          |
| Христианско-демократическая народная партия                | «Против»      |
| Народная республиканская партия                            | «За»          |
| Национал-либеральная партия                                | «За»          |
| Партия социалистов Молдовы «Patria-Родина»                 | Бойкотировать |
| Республиканская партия Молдовы                             | «За»          |
| Экологическая партия Молдовы «Зелёный альянс»              | «За»          |
| Партия консерваторов                                       | «Против»      |
| Партия «За народ и Отечество»                              | «За»          |
| Гуманистическая партия Молдовы                             | «За»          |
| Общественно-политическое движение ромов Республики Молдова | «За»          |
| Румынская национальная партия                              | «За»          |
| Партия труда                                               | «За»          |
| Общественно-политическое движение «Новая сила»             | «Против»      |
| Партия «Moldova Unită — Единая Молдова»                    | «За»          |
| Партия «Патриоты Молдовы»                                  | «Против»      |
| Социал-демократическая партия                              | Бойкотировать |
| Социалистическая партия Молдовы                            | «За»          |
| Центристский союз Молдовы                                  | «За»          |

## Результаты референдума
Результаты референдума в Молдавии, согласно которым, за изменение Конституции Республики Молдова высказалось 89,2 %, а против изменения конституции — 10,8 %, признаны недействительными из-за низкой явки голосовавших. В референдуме приняло участие 29,67 % избирателей, в то время как необходимая явка для признания референдума состоявшимся была установлена в 33 %. В связи с этим, Конституционный суд Республики Молдова постановил признать необходимым роспуск действующего парламента и назначить новые парламентские выборы.